# Apidologe
Als Apidologen (Bienenkundler) bezeichnet man Fachleute und Wissenschaftler, die sich auf Bienen bzw. Wildbienen oder auf zur Arten-Überfamilie Apoidea gehörende Insekten spezialisiert haben. Sie entwickeln Grundlagen für die Weiterentwicklung der Imkerei.

## Fachbereiche
Zu den Forschungsgebieten gehören:
- Zucht und Verhalten
- Molekulare Mikrobiologie und Bienenkrankheiten
- Honig und Bestäubung
- Aus- und Weiterbildung
- Praktische Imkerei